# Adam the First
Adam the First es una película de 2024 dirigida por Irving Franco. Fue lanzado por Nova Vento Entertainment en cines selectos de los Estados Unidos el 14 de febrero de 2024, y el 14 de mayo de 2024 vía streaming por Electric Entertainment.

## Sinopsis
Un chico de 14 años decide viajar por el país en busca de su padre.

## Reparto
- David Duchovny - James
- Oakes Fegley - Adam
- T.R. Knight - Jacob Jr.
- Larry Pine - Jacob #3
- Billy Slaughter -  el cazarrecompensas
- Jason Dowies - Jacob Watterson #2
- Eric Hanson - Jacob #1

## Recepción
En el agregador de reseñas Rotten Tomatoes, en la puntuación donde el equipo del sitio clasifica las opiniones de los medios de comunicación dominantes y de los medios independientes solo como positivas o negativas, tiene un índice de aprobación del 100% calculado en base a 7 reseñas de críticos. En comparación, calculando las mismas opiniones utilizando una media ponderada, la nota obtenida es 7/10.